# 10 січня
10 січня — 10-й день року в григоріанському календарі. До кінця року залишається 355 днів (356 днів — у високосні роки).

## Свята і пам'ятні дні

### Національні
- Багамські Острови: День правління більшості.
- Бенін: День Вуду.
- Фолклендські Острови: День Маргарет Тетчер.

### Релігійні

#### Західне християнство
- Пам'ять святителя Григорія Ниського;
- Пам'ять папи Агатона;
- Пам'ять святих Леоні Авіа[en], П'єтра I Орсеоло, Вільяма Буржського[en];
- Пам'ять святого Вільяма Лода (Англіканська церква).

#### Східне християнство
- Пам'ять святителя Григорія Ниського та його блаженної сестри дияконеси Феозви;
- Пам'ять преподобного Дометіана Мелітинського, пресвітера Маркіана Константинопольського та Макарія Писемського[ru][1];
- Пам'ять Бенам, Сарра і сорок мучеників[en] (Вірменська церква);
- Пам'ять пророка Овдія (Коптська церква).

## Іменини
✝  Католицькі: Агатон, Вільям, Леоні, П'єтро.
✙ Православні: Григорій, Дометіан, Маркіан, Макарій, Макар, Феліція, Феозва.

## Події
- 49 до н. е. — Гай Юлій Цезар перетнув річку Рубікон і розпочав похід на Рим. Його виступ став початком громадянської війни, в якій загинула Римська республіка. Вислів «перейти Рубікон» відтоді став крилатим.
- 1569 — у Любліні розпочався сейм, присвячений питанням унії польської та литовської держав. Через пів року сейм закінчився підписанням унії та утворенням Речі Посполитої.
- 1863 — у Лондоні відкрилась перша міська підземна залізниця — метро. На лінії, довжиною 4 милі, було 7 станцій.
- 1867 — в Японії Токуґава Йосінобу став 15-м сьоґуном сьоґунату Едо.
- 1901 — з відкриття нафтової вишки в Бюмоні (Техас) почався техаський нафтовий бум. Це була перша нафта, виявлена у США.
- 1914 — у Чукотському морі затонула розчавлена льодом бригантина «Карлук».
- 1920 — набрав чинності Версальський договір та, зокрема, Угода (статут) Ліги Націй.
- 1942 — компанія Ford Motor Company почала виробництво автомобілів моделі Jeep.
- 1946 — у Лондоні у Центральному залі Вестмінстера відбулось перше засідання Генеральної Асамблеї ООН, в якому взяли участь представники 51 країни.
- 1962 — сталася найбільша в історії лавин катастрофа: обвал із Невадо-Уаскаран (Перу).
- 1972 — трамвайна аварія у Львові, в результаті якої загинуло 26 осіб.
- 1975 — на радянському ТБ записана перша передача «Що? Де? Коли?».
- 1992 — в Україні введено в обіг карбованець як купон Національного банку України.
- 1992 — Україна встановила дипломатичні відносини з Бразилією, Чилі та Великою Британією.
- 1994 — у Брюсселі на зустрічі представників країн-членів НАТО прийнято проєкт програми «Партнерство заради миру», до якої у 1998 році приєдналася Україна.
- 2003 — Північна Корея заявила про вихід із Договору про нерозповсюдження ядерної зброї.

## Народились
Дивись також Категорія:Народились 10 січня
- 1573 — Симон Маріус, німецький астроном.
- 1747 — Авраам Луї Бреге, годинникар французького флоту. Винайшов спіраль особливої форми, вніс цілу низку інших удосконалень в годинниковий механізм.
- 1838 — Григорій Воробкевич, український поет.
- 1876 — Василь Яворський, радянський геолог і палеонтолог, дослідник вугільних родовищ.
- 1886 — Роман фон Унгерн-Штернберг, російський воєначальник, генерал-лейтенант Білої армії, створив незалежну від Китаю Монголію.
- 1903 — Барбара Хепуорт, англійський скульптор-абстракціоніст, дружина англійського художника і скульптора-абстракціоніста Бена Ніколсона.
- 1903 — Фламініо Бертоні, італійський автомобільний дизайнер, скульптор, архітектор. Всесвітню славу йому принесла розробка Citroën DS.
- 1907 — Басир Гафаров, учений-мовознавець, учасник Другої світової війни, активіст кримськотатарського національного руху[2].
- 1924 — Едуардо Чільїда, іспанський скульптор, автор монументальних абстрактних робіт.
- 1934 — Леонід Кравчук, перший президент незалежної України
- 1936 — Роберт Вудро Вільсон, американський фізик, лауреат Нобелівської премії «за відкриття мікрохвильового реліктового випромінювання» (1978).
- 1938 — Дональд Кнут, американський учений, «батько» сучасного програмування.
- 1945 — Род Стюарт, англійський вокаліст, композитор, продюсер. Один з найвідоміших представників британського року 1970-х років.
- 1949 — Джордж Форман, американський боксер.
- 1959 — Міхаель Шенкер, гітарист, вокаліст, композитор, колишній учасник гурту UFO, один з засновників гуртів Scorpions та Michael Schenker Group.
- 1973 — Данило Перцов, український композитор, мультиінструменталіст, дизайнер.
- 1975 — Костянтин Коверзнєв, український письменник
- 1989 — Денис Дубров, плавець, чемпіон і призер літніх Паралімпійських ігор, майстер спорту України міжнародного класу.

## Померли
Дивись також Категорія:Померли 10 січня
- 1778 — Карл Лінней, шведський природодослідник, творець системи класифікації рослинного і тваринного світу, перший президент Шведської АН.
- 1862 — Семюел Кольт, американський конструктор і промисловець, засновник компанії з виробництва револьверів.
- 1894 — Александров Володимир Степанович український письменник, фольклорист.
- 1904 — Жан-Леон Жером, французький живописець і скульптор.
- 1913 — Еміліо Зоккі, (Дзоккі або Цочі), італійський скульптор, автор кінного пам'ятнику Віктору Емануїлу II у Флоренції. Двоюрідний брат скульптора Чезаре Зоккі, автора пам'ятнику Данте Аліг'єрі в Тренто; батько скульптора Арнольдо Зоккі, автора статуї Христофора Колумба в Буенос-Айресі.
- 1919 — Антоній Вівульський, литовський скульптор і архітектор.
- 1951 — Сінклер Льюїс, американський письменник, перший американський письменник-лауреат Нобелівської премії з літератури (1930).
- 1957 — Габріела Містраль, чилійська поетеса, просвітителька, дипломат, борець за права жінок, лауреат Нобелівської премії з літератури (1945).
- 1965 — Антонін Бечварж, чеський метеоролог і астроном
- 1971 — Коко Шанель, культовий французький модельєр, легенда моди. Її — єдину зі світу моди — журнал «Тайм» вніс до списку 100 найвпливовіших людей XX століття.
- 1976 — Гаулін Вулф, американський блюзовий музикант.
- 1986 — Ярослав Сайферт, чеський поет, перекладач і журналіст, перший чеський письменник, який отримав Нобелівську премію (1984).
- 1989 — Валентин Глушко, український конструктор ракетно-космічного комплексу багаторазового використання «Енергія» — «Буран».
- 2008 — Майла Нурмі, культова акторка фільмів жахів.
- 2011 — Дерек Гарднер, американський інженер, розробник болідів Tyrell для Формули-1
- 2016 — Девід Бові, британський рок-музикант, співак, продюсер, аудіоінженер, композитор, художник, актор.
- 2017 — у Гонконзі у віці 105 років померла легендарна військова кореспондентка Клер Голлінгворт, яка першою сповістила про початок Другої світової війни.